# Hieracium robertsii
Hieracium robertsii là một loài thực vật có hoa trong họ Cúc. Loài này được P.D.Sell mô tả khoa học đầu tiên.